# Серники (Оборницький повіт)
Серники (пол. Sierniki) — село в Польщі, у гміні Роґозьно Оборницького повіту Великопольського воєводства.
Населення — 298 осіб (2011).
У 1975-1998 роках село належало до Пільського воєводства.

## Демографія
Демографічна структура станом на 31 березня 2011 року:
|          | Загалом | Допрацездатний вік | Працездатний вік | Постпрацездатний вік |
| -------- | ------- | ------------------ | ---------------- | -------------------- |
| Чоловіки | 159     | 32                 | 116              | 11                   |
| Жінки    | 139     | 34                 | 72               | 33                   |
| Разом    | 298     | 66                 | 188              | 44                   |